# BF Большого Пса
BF Большого Пса (лат. BF Canis Majoris) — одиночная переменная звезда в созвездии Большого Пса на расстоянии (вычисленном из значения параллакса) приблизительно 7502 световых лет (около 2300 парсеков) от Солнца. Видимая звёздная величина звезды — от +13,1m до +12,3m.

## Характеристики
BF Большого Пса — красная пульсирующая полуправильная переменная звезда типа SRB (SRB) спектрального класса M6,5 или M6.